# Associazione Sportiva Pizzighettone 2008-2009
Questa voce raccoglie le informazioni riguardanti  l'Associazione Sportiva Pizzighettone nelle competizioni ufficiali della stagione 2008-2009.

## Rosa
| N. |                   | Ruolo | Calciatore         |
| -- | ----------------- | ----- | ------------------ |
|    | Italia (bandiera) | D     | Nicola Barbetti    |
|    | Italia (bandiera) | C     | Alessandro Bettega |
|    | Italia (bandiera) | D     | Matteo Bruscagin   |
|    | Italia (bandiera) | C     | Riccardo Caraglia  |
|    | Italia (bandiera) | D     | Luigi Di Giorgio   |
|    | Italia (bandiera) | D     | Simone Fumasoli    |
|    | Italia (bandiera) | A     | Simone Ghezzi      |
|    | Italia (bandiera) | C     | Cataldo Graziano   |
|    | Italia (bandiera) | A     | Andrea Lucci       |
|    | Italia (bandiera) | C     | Andrea Maccoppi    |
|    | Italia (bandiera) | C     | Simone Malacarne   |
|    | Italia (bandiera) | D     | Ilario Ondei       |

| N. |                    | Ruolo | Calciatore         |
| -- | ------------------ | ----- | ------------------ |
|    | Italia (bandiera)  | A     | Michele Piccolo    |
|    | Italia (bandiera)  | D     | Sergio Porrini     |
|    | Italia (bandiera)  | P     | Paolo Quaini       |
|    | Italia (bandiera)  | P     | Stefano Razzetti   |
|    | Italia (bandiera)  | C     | Marco Russo        |
|    | Italia (bandiera)  | D     | Andrea Santinelli  |
|    | Italia (bandiera)  | D     | Mario Scietti      |
|    | Romania (bandiera) | C     | Radu Somodi        |
|    | Italia (bandiera)  | C     | Amedeo Tacchinardi |
|    | Italia (bandiera)  | C     | Gilberto Zanoletti |
|    | Italia (bandiera)  | A     | Francesco Zerbini  |
|    | Italia (bandiera)  | A     | Giacomo Zini       |